# Scheloribates rufafulvus
Scheloribates rufafulvus är en kvalsterart som beskrevs av Kardar 1976. Scheloribates rufafulvus ingår i släktet Scheloribates och familjen Scheloribatidae. Inga underarter finns listade i Catalogue of Life.